# Rice, Minnesota
Rice là một thành phố thuộc quận Benton, tiểu bang Minnesota, Hoa Kỳ. Năm 2010, dân số của thành phố này là 1275 người.

## Dân số
- Dân số năm 2000: 711 người.
- Dân số năm 2010: 1275 người.